# 2013年歐洲青少年歌唱大賽
2013年歐洲青少年歌唱大賽是第十一屆年度舉行的歐洲青少年歌唱大賽。本屆大賽由歐洲廣播聯盟（EBU）和烏克蘭國家電視廣播公司（NTU）於2013年11月30日在烏克蘭基輔的烏克蘭宮中舉行。 這是繼2011年後大賽第二次由前一年的獲勝國主辦，同時也是繼第二次在基輔舉行，使基輔成為了第一個舉辦過兩屆大賽的城市。本屆大賽一共有12國參加，聖馬利諾首次參賽、馬爾他和F. Y. R. 馬其頓回歸參賽、阿爾巴尼亞、比利時和以色列決定撤賽。
本屆大賽由11歲的蓋婭·考奇以她的歌曲〈開始〉為馬爾他拿下該國第一個在任何歐洲電視網賽事的冠軍，同時這也是歐洲青少年歌唱大賽史上第一首全英語演唱的冠軍歌曲。本屆大賽也開始引入新獎勵制度：除了冠軍以外，亞軍和季軍也會被視為大賽的贏家，因此除了馬爾他的蓋婭以外，亞軍烏克蘭的蘇菲亞·塔拉索娃和季軍白俄羅斯的伊利亞·沃爾科夫也會得到專屬的獎盃與獎狀。

## 舉辦地點

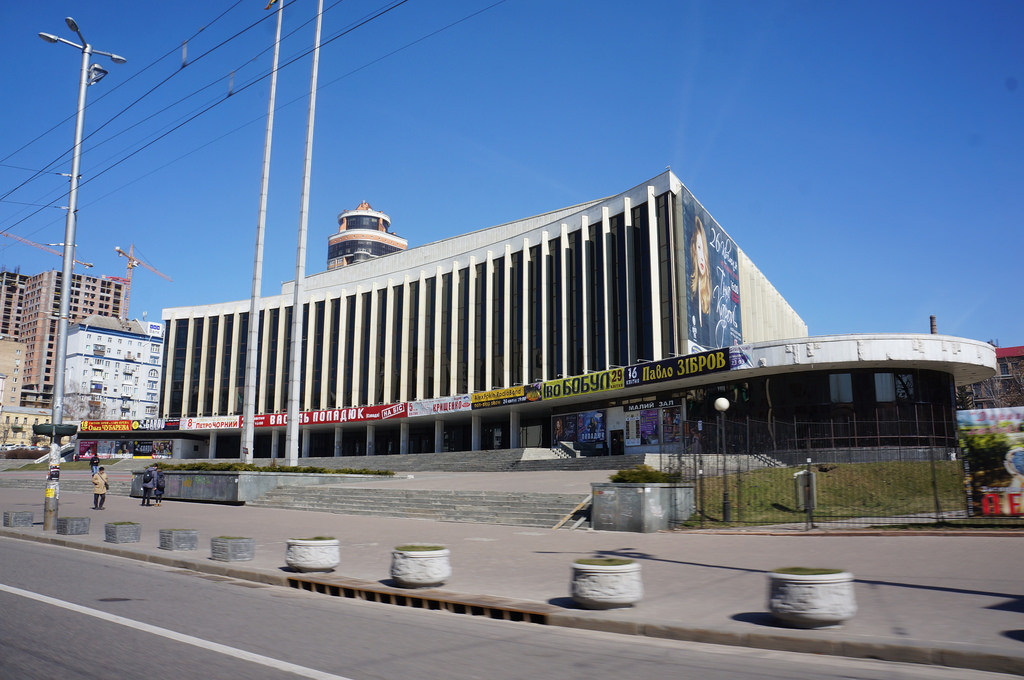
烏克蘭宮是本屆大賽的舉辦場地。

2013年4月17日，NTU和EBU宣布2013年的大賽將在基輔的烏克蘭宮舉行。烏克蘭宮也被稱為烏克蘭國家藝術宮，是國家事務局在其公共企業部門內管理的場地，並與舉行過2009年大賽的基輔體育宮同為國家舉行官方活動的主要場地之一。
烏克蘭宮於1970年啟用，是烏克蘭最大的文化藝術中心。該建築是在乌克兰苏维埃社会主义共和国傑出建築師葉夫根尼婭·馬林琴科作為專案作者的指導下，由彼得·日利茨基、韋納·赫紹維奇等建築師設計而成。所有參與烏克蘭宮設計與建設的建築師們都在1971年獲頒了謝甫琴科國家獎。烏克蘭宮外型呈梯形，高28公尺，由300多個房間組成。

## 製作與賽制

### 獎勵制度

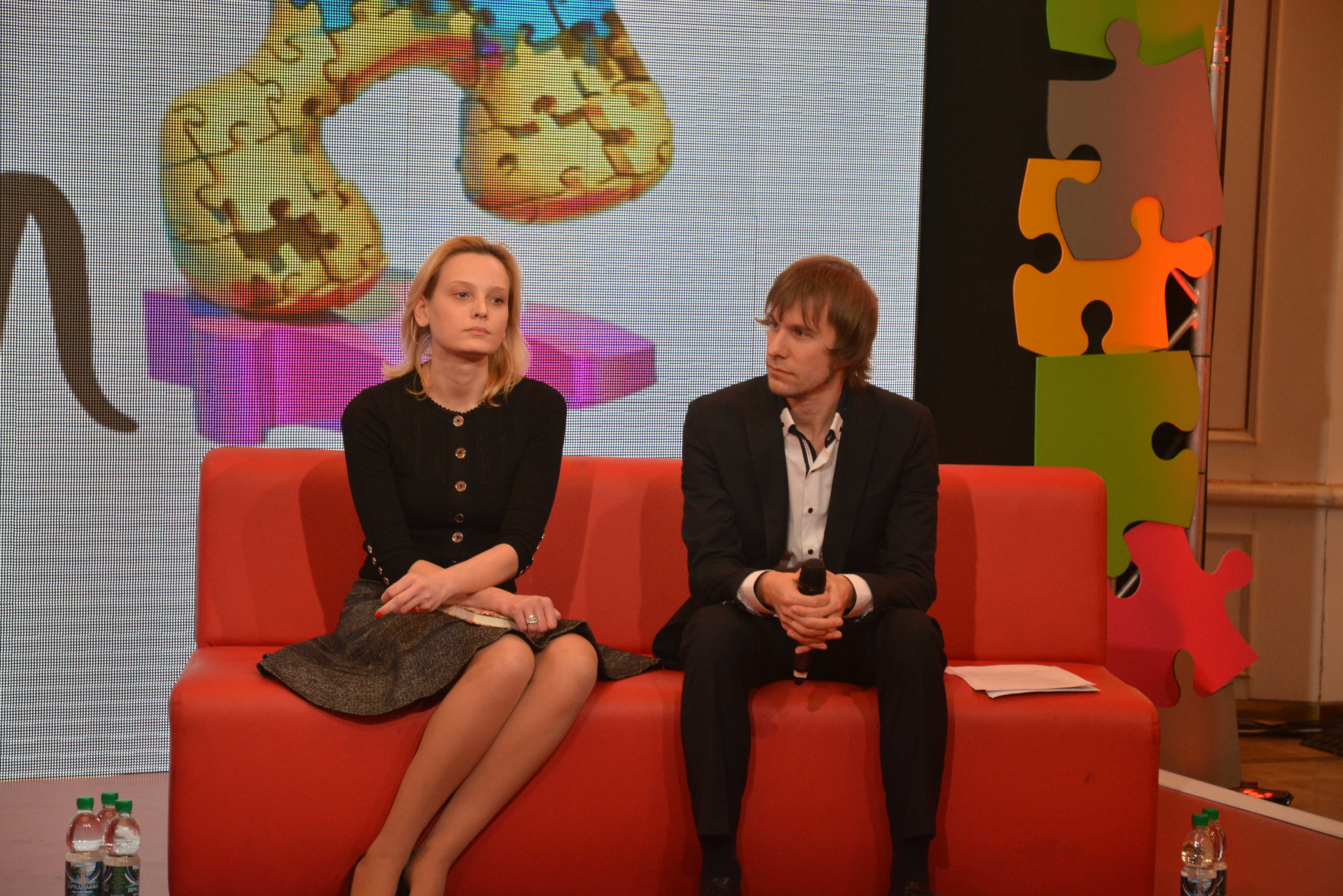
本屆大賽的執行製作人維多利亞·羅曼諾娃（左，Victoria Romanova）以及大賽的時任執行主管烏拉迪斯拉夫·雅科列夫（右）

2013年7月17日，時任執行主管兼歐洲青少年歌唱大賽指導小組負責人的烏拉迪斯拉夫·雅科列夫（Vladislav Yakovlev）宣布將從2013年起對大賽進行一些更改。大賽將不再只重視冠軍身上，同時也會對亞軍和季軍給予獎勵，以表彰參賽者們的才華。
此外歐洲青少年歌唱大賽的新聞主管凱絲·洛克特（Kath Lockett）還表示本屆大賽的冠軍將在2014年歐洲歌唱大賽出場，只是在當時還尚未知曉實際的作用或實行方式。

### 主持人

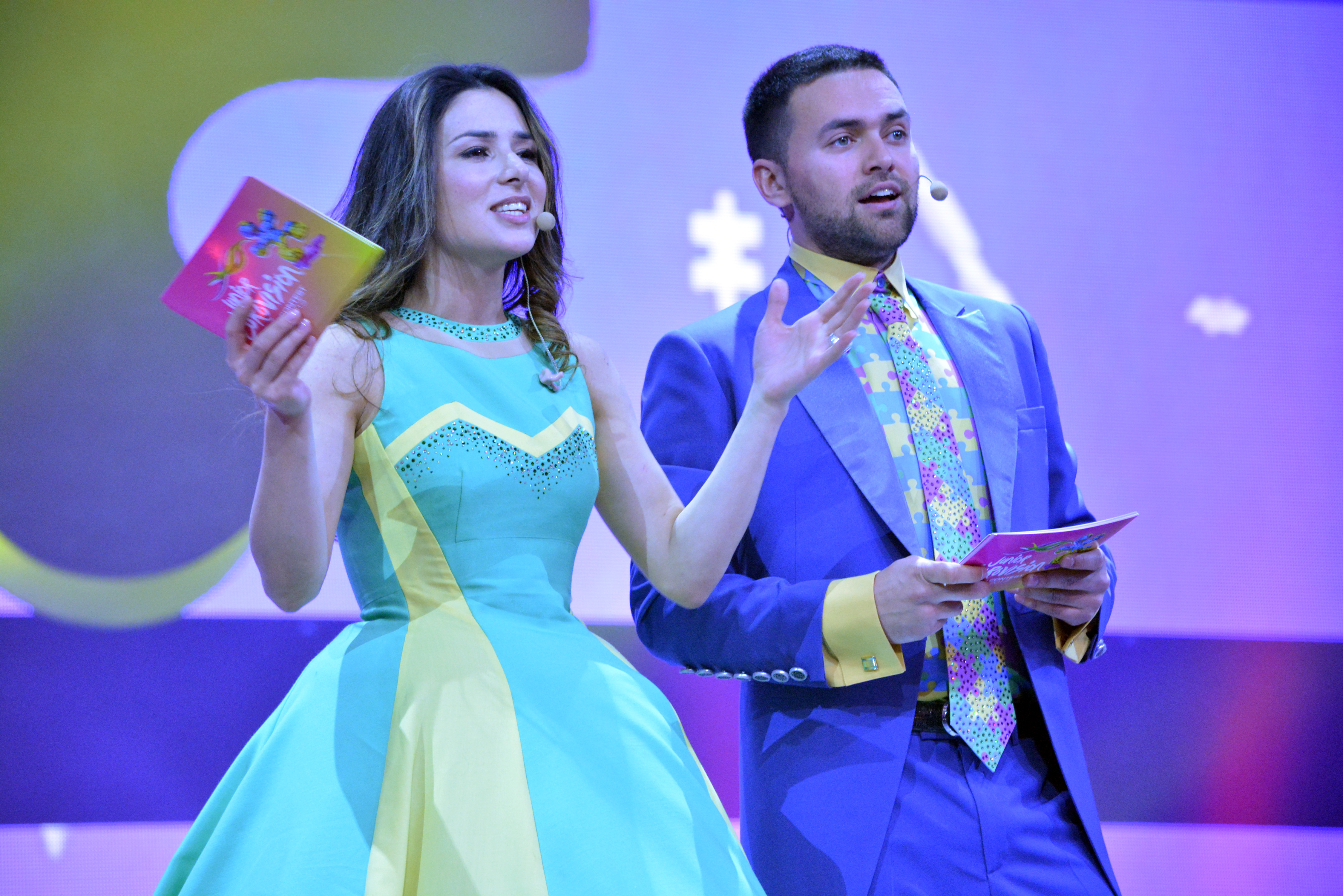
茲拉塔·歐格涅維奇（左）和蒂穆爾·米羅什尼琴科（右）是本屆大賽的主持人

2013年9月30日，EBU宣布大賽主持人將由蒂穆爾·米羅什尼琴科和兹拉塔·欧格涅维奇擔任。米羅什尼琴科是NTU歐洲歌唱大賽相關賽事的常備評論員，也是2009年大賽的主持人之一。歐格涅維奇是2013年欧洲歌唱大赛的烏克蘭代表，並在當屆大賽上拿到季軍的好成績。

### 舞台設計
曾為2006年歐洲歌唱大賽設計舞台的埃利亞斯·萊達基斯（Elias Ledakis）於2013年10月7日由大賽官方宣布出任本屆大賽的舞台設計師。

### 電台廣播
10月9日，歐洲青少年歌唱大賽官方推特表示大賽計畫在網路上和電台進行直播，但細節仍在制定中。2013年11月21日，EBU表示蘇格蘭的98.8 Castle FM是英國唯一會轉播本屆大賽的廣播電台。此外烏克蘭國際廣播電台也會現場直播本屆大賽。

### 開幕式與幕間式表演
本屆大賽的開幕式有劇團表演和國旗遊行。幕間式先有2013年欧洲歌唱大赛冠軍、代表丹麥參賽的艾蜜莉·狄·佛里演唱她的獲勝歌曲〈只有落淚〉，後有本屆大賽的全體參賽選手上台合唱「共同歌曲」〈Be Creative〉，正式確立了往後大賽的「共同歌曲」這個固定節目。在投票完的計票空檔期間，先是由前一年的大賽冠軍安娜斯塔西婭·佩特利克演唱她的獲勝歌曲〈天空〉和新歌〈Winner〉，後有主持人之一的兹拉塔·欧格涅维奇演唱她參加2013年歐洲歌唱大賽的歌曲〈重力〉。
烏克蘭的第一位歐洲歌唱大賽冠軍鲁斯兰娜原本也要在本屆大賽中演出，但在大賽開始前幾個小時，烏克蘭當局對大賽場地附近發生的親歐盟抗議活動採取暴力行動，魯斯蘭娜因此決定拒絕演出。

## 參賽國家

參加本屆大賽的國家標記為綠色，之前參賽過但沒參加本屆大賽的國家標記為黃色。

2013年10月7日，官方表示執行主管正設法維持本屆大賽有13個國家參加，第十三個參賽國的名稱預計將於2013年10月29日由EBU宣布。但後來在2013年11月1日證實，本來的第十三個參賽國—賽普勒斯在最後一刻選擇撤賽，使得最終本屆大賽一共有12國參加。本屆大賽的演出順序抽籤於2013年11月25日在比賽的開幕派對上進行。

### 參賽者和結果
以下參賽歌手/團體以及歌曲的中文名稱皆非官方中譯。
| 順序 | 國家            | 參賽歌手                                              | 歌曲                                    | 語言             | 得分 | 排名 |
| ---- | --------------- | ----------------------------------------------------- | --------------------------------------- | ---------------- | ---- | ---- |
| 1    | 瑞典            | 艾利亞斯 Eliias                                       | 〈那裡就是我們的目的地〉 〈〉           | 瑞典語           | 46   | 9    |
| 2    | 亞塞拜然        | 魯斯塔姆·卡里莫夫 Rustam Karimov / Rüstəm Kərimov     | 〈我和我的吉他〉 〈Me and My Guitar〉   | 亞塞拜然語、英語 | 66   | 7    |
| 3    | 亞美尼亞        | 莫妮卡·阿瓦內斯安 Monica Avanesyan / Մոնիկա Ավանեսյան | 〈巧克力工廠〉 〈Choco-Factory〉        | 亚美尼亚语、英語 | 69   | 6    |
| 4    | 聖馬利諾        | 米歇爾·佩爾尼奧拉 Michele Perniola                    | 〈噢-噢-噢，陽光盡在我身旁〉 〈〉       | 義大利語         | 42   | 10   |
| 5    | F. Y. R. 馬其頓 | 芭芭拉·波波維奇 Barbara Popović / Барбара Поповиќ     | 〈奧赫里德和音樂〉 〈〉(Охрид и музика) | 马其顿语         | 19   | 12   |
| 6    | 烏克蘭          | 蘇菲亞·塔拉索娃 Sofia Tarasova / Софія Тарасова       | 〈我們是一體的〉 〈We Are One〉         | 乌克兰语、英語   | 121  | 2    |
| 7    | 白俄羅斯        | 伊利亞·沃爾科夫 Ilya Volkov / Ілля Волкаў             | 〈跟我一起唱〉 〈〉()                   | 俄语             | 108  | 3    |
| 8    | 摩爾多瓦        | 拉斐爾·博貝卡 Rafael Bobeica                          | 〈如何成為〉 〈〉                       | 羅馬尼亞語、英語 | 41   | 11   |
| 9    | 喬治亞          | 微笑商店 The Smile Shop                               | 〈給我你的微笑〉 〈Give Me Your Smile〉 | 喬治亞語、英語   | 91   | 5    |
| 10   | 荷蘭            | 梅琳和蘿珊 Mylène & Rosanne                           | 〈雙重的我〉 〈Double Me〉              | 荷蘭語、英語     | 59   | 8    |
| 11   | 馬爾他          | 蓋婭·考奇 Gaia Cauchi                                 | 〈開始〉 〈The Start〉                  | 英語             | 130  | 1    |
| 12   | 俄羅斯          | 達婭娜·基麗洛娃 Dayana Kirillova / Даяна Кириллова    | 〈做夢吧〉 〈Dream On〉                 | 俄語             | 106  | 4    |

## 得分板

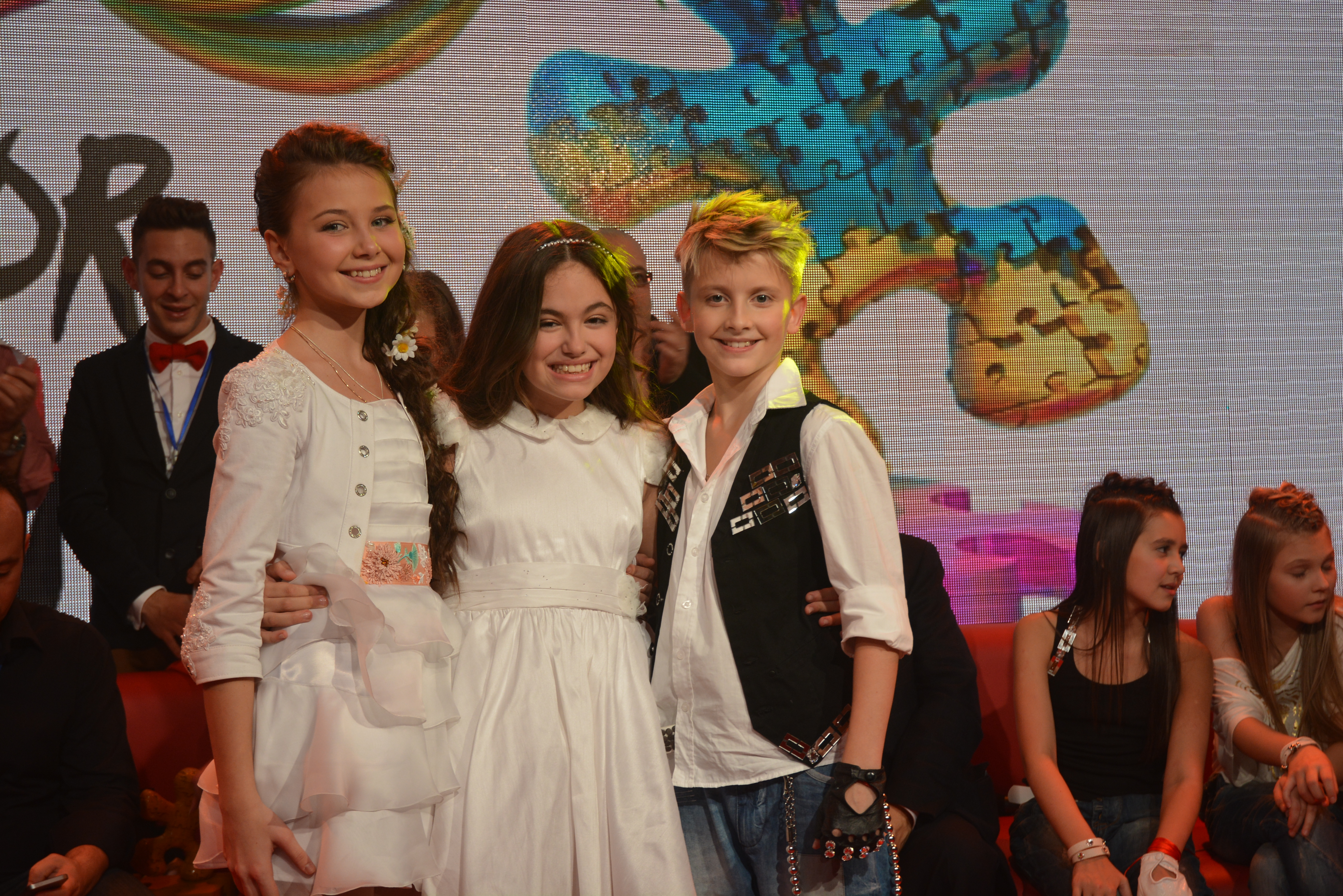
本屆大賽的「贏家」，從左至右：烏克蘭的蘇菲亞·塔拉索娃（亞軍）、馬爾他的蓋婭·考奇（冠軍）、白俄羅斯的伊利亞·沃爾科夫（季軍）

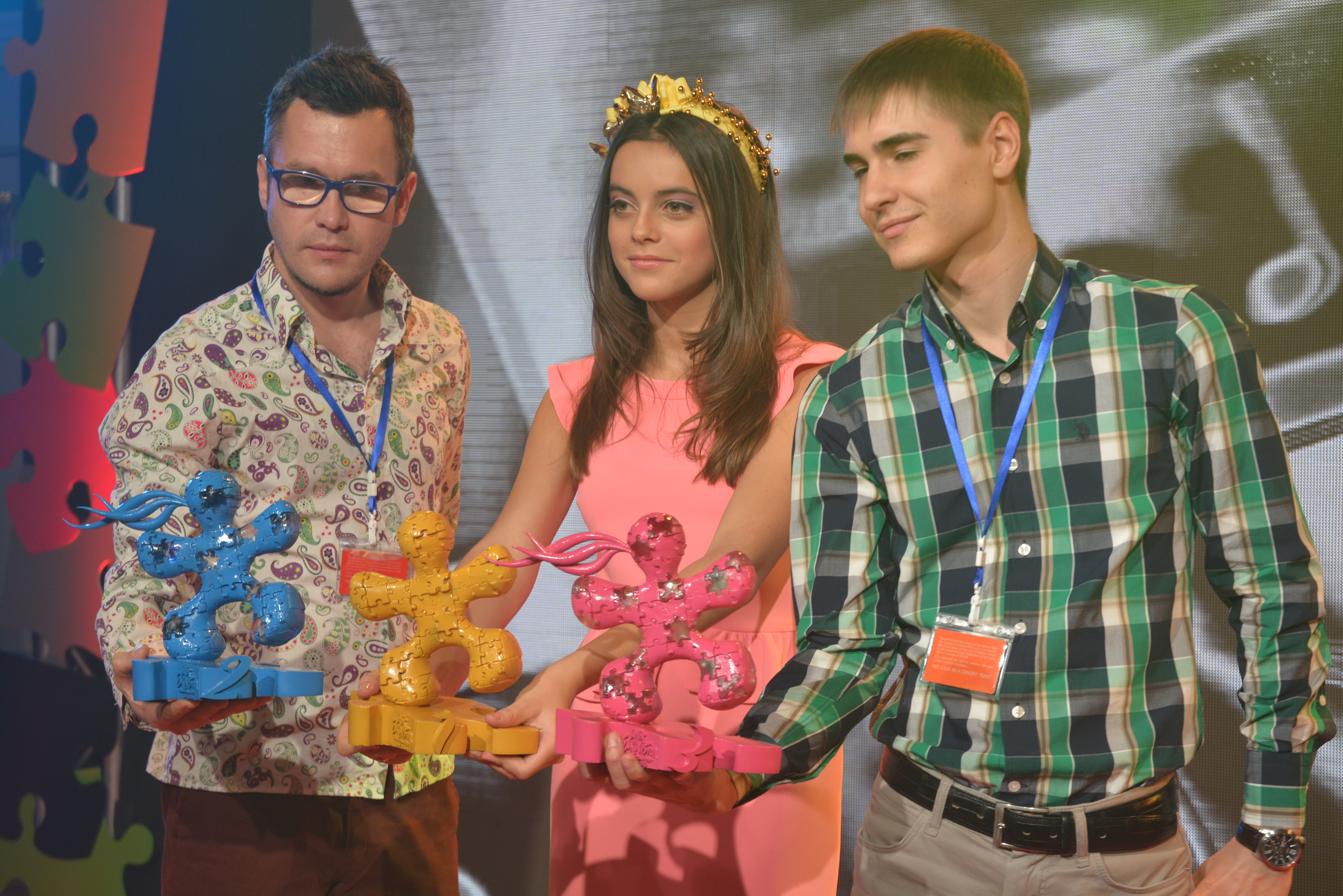
本屆大賽的獎盃「拼圖人」

|        |                 | 總分 | 大賽官方 | 兒童評審團 | 瑞典 | 亞塞拜然 | 亞美尼亞 | 聖馬利諾 | F. Y. R. 馬其頓 | 烏克蘭 | 白俄羅斯 | 摩爾多瓦 | 喬治亞 | 荷蘭 | 馬爾他 | 俄羅斯 |
| ------ | --------------- | ---- | -------- | ---------- | ---- | -------- | -------- | -------- | --------------- | ------ | -------- | -------- | ------ | ---- | ------ | ------ |
| 參賽國 | 瑞典            | 46   | 12       | 1          |      | 4        | 3        | 5        | 1               | 2      | 5        | 6        | 1      | 4    |        | 2      |
| 參賽國 | 亞塞拜然        | 66   | 12       | 4          | 7    |          |          | 2        | 2               | 10     |          | 3        | 10     | 3    | 6      | 7      |
| 參賽國 | 亞美尼亞        | 69   | 12       | 3          | 4    |          |          | 4        | 4               | 5      | 2        | 4        | 12     | 6    | 8      | 5      |
| 參賽國 | 聖馬利諾        | 42   | 12       | 5          | 2    | 2        | 4        |          |                 | 1      | 3        | 2        | 3      | 2    | 2      | 4      |
| 參賽國 | F. Y. R. 馬其頓 | 19   | 12       |            | 1    | 1        | 2        |          |                 |        | 1        |          |        | 1    | 1      |        |
| 參賽國 | 烏克蘭          | 121  | 12       | 8          | 10   | 10       | 8        | 12       | 8               |        | 12       | 7        | 7      | 7    | 12     | 8      |
| 參賽國 | 白俄羅斯        | 108  | 12       | 10         | 5    | 6        | 6        | 6        | 7               | 8      |          | 10       | 8      | 8    | 10     | 12     |
| 參賽國 | 摩爾多瓦        | 41   | 12       |            | 3    | 3        | 1        | 3        | 3               | 3      | 4        |          | 4      |      | 4      | 1      |
| 參賽國 | 喬治亞          | 91   | 12       | 7          |      | 8        | 7        | 10       | 10              | 6      | 7        | 8        |        | 5    | 5      | 6      |
| 參賽國 | 荷蘭            | 59   | 12       | 2          | 6    | 5        | 5        | 1        | 5               | 4      | 6        | 1        | 2      |      | 7      | 3      |
| 參賽國 | 馬爾他          | 130  | 12       | 12         | 8    | 7        | 10       | 7        | 12              | 12     | 10       | 12       | 6      | 12   |        | 10     |
| 參賽國 | 俄羅斯          | 106  | 12       | 6          | 12   | 12       | 12       | 8        | 6               | 7      | 8        | 5        | 5      | 10   | 3      |        |

### 12分
下列為各國除了大賽官方以外得到他國投票的12分整理，大賽官方在一開始都給所有參賽國12分來避免拿0分的情況：
| 次數 | 得分國   | 給出12分的國家                                          |
| ---- | -------- | ------------------------------------------------------- |
| 5    | 馬爾他   | 兒童評審團、 F. Y. R. 馬其頓、 摩爾多瓦、 荷蘭、 烏克蘭 |
| 3    | 俄羅斯   | 亞美尼亞、 亞塞拜然、 瑞典                              |
| 3    | 烏克蘭   | 白俄羅斯、 馬爾他、 聖馬利諾                            |
| 1    | 亞美尼亞 | 喬治亞                                                  |
| 1    | 白俄羅斯 | 俄羅斯                                                  |

### 各國的唱票員

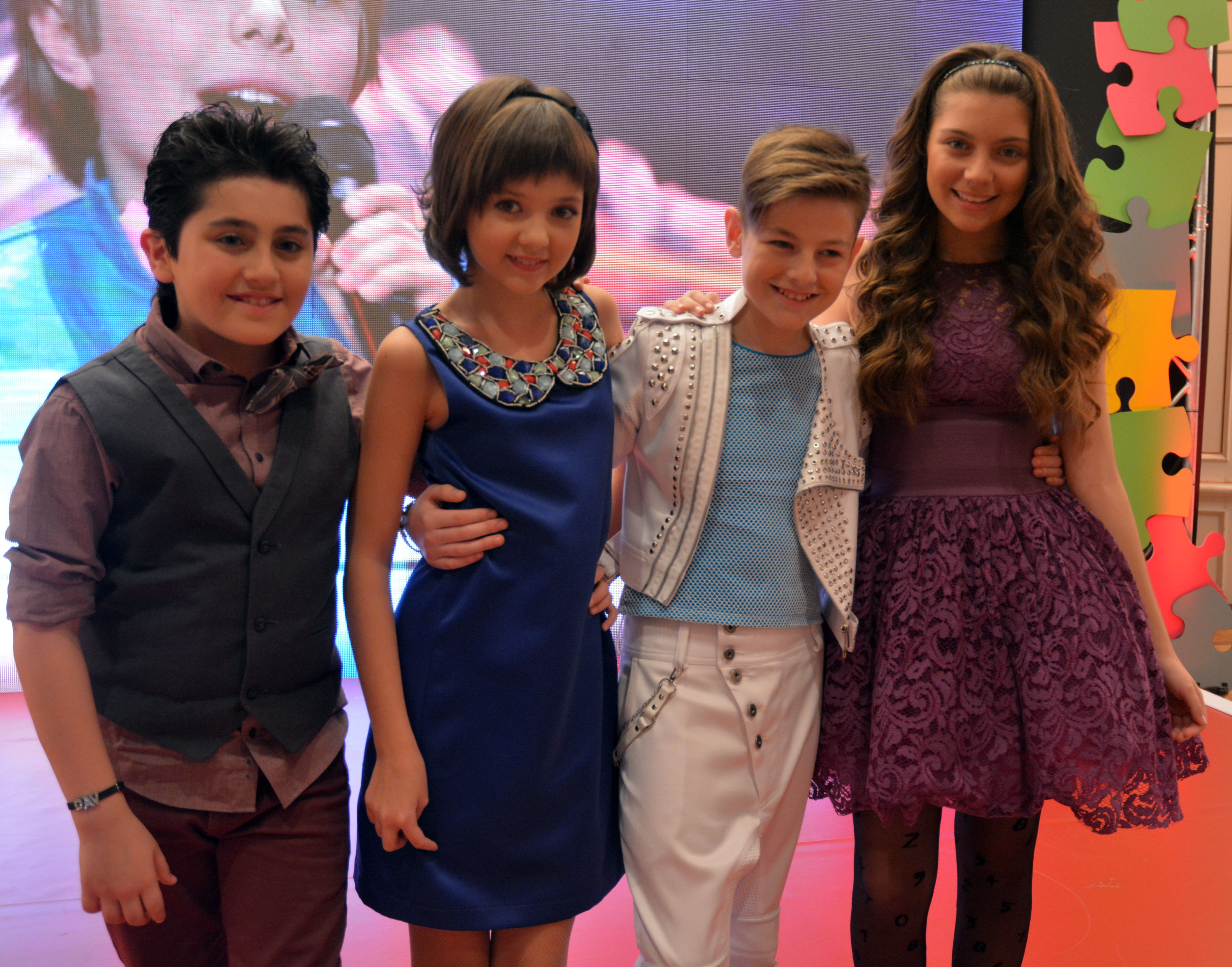
四位不同國家的唱票員在大賽會場的合照，從左至右：大衛·瓦爾丹揚（亞美尼亞）、瑪麗亞·巴希列娃（俄羅斯）、丹尼斯·米多內（摩爾多瓦）、瑪克辛·佩斯（馬爾他）

每個國家報分的順序是按照表演的順序。在本屆大賽之前，唱票員們都是在各自的國家透過直播來報分的，但自本屆大賽之後，所有唱票員都會和代表團一起前往大賽，並在現場報分。以下是各國的唱票員：
1. 兒童評審團 – 安娜斯塔西婭·佩特利克
2. 瑞典 – 洛娃·索納博（瑞典语：Lova (artist)）
3. 亞塞拜然 – 莉亞曼·米爾扎列娃（Lyaman Mirzalieva）
4. 亞美尼亞 – 大衛·瓦爾丹揚（David Vardanyan）
5. 聖馬利諾 – 喬凡尼（Giovanni）
6. F. Y. R. 馬其頓 – 索菲亞·斯帕塞諾斯卡（Sofija Spasenoska）
7. 烏克蘭 – 莉莎·阿富什（Liza Arfush）
8. 白俄羅斯 – 薩莎·特卡奇（Sasha Tkach）
9. 摩爾多瓦 – 丹尼斯·米多內（英语：Moldova in the Junior Eurovision Song Contest 2012）
10. 喬治亞 – 艾琳·梅格雷利什維利（Elene Megrelishvili）
11. 荷蘭 – 亞歷山卓·溫佩（Alessandro Wempe）
12. 馬爾他 – 瑪克辛·佩斯（Maxine Pace）
13. 俄羅斯 – 瑪麗亞·巴希列娃（Mariya Bakhireva / Мария Бахирева）

## 其他國家
要讓一個國家有資格參加歐洲青少年歌唱大賽，該國就必須要有廣播公司是EBU的正式會員。以下是有EBU正式會員的國家以及他們不參賽的理由：
- 阿爾巴尼亞 – 2013年9月27日，阿爾巴尼亞代表團團長克萊特·杜萊（Kleart Duraj）向歐洲歌唱大賽粉絲網站表示ESCkaz.com阿尔巴尼亚广播电视台（RTSH）不會參加2013年的歐洲青少年歌唱大賽，因為他們找不到合適的參賽人選。[12]阿爾巴尼亞上次參賽是在2012年的時候，並會在2015年回歸參賽。
- 比利時 – 弗拉芒廣播電視公司（VRT）宣布比利時將退出2013年的大賽，以便在比利時推出一個針對年輕表演者的新節目。[13]然而VRT旗下的佛蘭德兒童頻道（Ketnet）還是舉辦了一場名為《Wie wordt Junior?（荷兰语：Wie wordt Junior?）》的國家選拔賽節目，由當時14歲的彼得·弗雷斯（Pieter Vreys）贏得。[32]比利時上次參賽是在2012年的時候。
- 保加利亞 – 保加利亞國家電視台（BNT）宣布他們不會參加2013年的大賽。不過他們正計劃在未來重返大賽。[33]保加利亞上次參賽是在2011年的時候，並會在2014年回歸參賽。
- 賽普勒斯 – 賽普勒斯廣播公司（CyBC）原本在與EBU討論成為2013年大賽的第十三個參賽國，但在一次董事會會議後，CyBC決定撤賽。賽普勒斯上次參賽是在2009年的時候，並會在2014年回歸參賽。
- 以色列 – 2013年10月21日，EscPlus宣布以色列不會參加2013年的大賽。以色列上次參賽是在2012年的時候，並會在2016年回歸參賽。[14]
- 拉脫維亞 – 拉脫維亞電視台（LTV）宣布他們不會參加2013年的大賽。[33]以色列上次參賽是在2011年的時候。
- 葡萄牙 – 葡萄牙廣播電視台（RTP）表示為了要在菲蓋拉-達福什舉辦《Little Singers Gala》，所以他們不會參加2013年的大賽。[34]葡萄牙上次參賽是在2007年的時候，並會在2017年回歸參賽。
- 西班牙 – 2013年9月7日，西班牙电视台（TVE）的兒童節目總監亞戈·凡迪尼奧（Yago Fandiño）表示TVE和EBU正在就其回歸參賽進行談判。凡迪尼奧解釋說，由於EBU重新設計了歐洲青少年歌唱大賽的形式，TVE將檢查這些舉措是否適合年輕觀眾。如果是這樣，該國可能會重新參加大賽。西班牙上次參賽是在2006年的時候，並會在2019年回歸參賽。

## 轉播
大多數國家都會派評論員到基輔或從本國進行評論，以增加觀眾對參與者的資訊，並在必要時提供投票訊息。歐洲青少年歌唱大賽官方網站第一次在直播期間提供評論，並由伊文·史潘斯（Ewan Spence）和路克·費雪（Luke Fisher）擔任評論員。
| 國家     | 廣播公司           | 評論員 | 參考資料 |
| -------- | ------------------ | --- | -------- |
| 亞美尼亞 | Armenia 1          | 達麗塔和瓦赫·卡納米爾揚（Vahe Khanamiryan）                                                                                     |          |
|          | Ictimai TV         | 康努爾·阿里夫基茲（Konul Arifkizi）                                                                                             | [ 31 ]   |
| 白俄羅斯 | BTRC               | 阿納托利·利佩茨基（Anatoliy Lipetskiy）                                                                                         | [ 35 ]   |
|          | GPB                | 納蒂亞·本圖利（Natia Bunturi）和喬治·德列熱什維利（Giorgi Grdzelishvili）                                                       |          |
| 北馬其頓 | MRT                | 提娜·特烏托維奇（Tina Teutovic）和斯帕西婭·韋利亞諾斯卡（Spasija Veljanoska）                                                   |          |
| 馬爾他   | PBS                | 科拉松·米茲（Corazon Mizzi）和丹尼爾·奇科普（Daniel Chircop）                                                                   | [ 31 ]   |
| 摩尔多瓦 | TRM                | 魯薩琳娜·魯蘇（Rusalina Rusu）                                                                                                  | [ 31 ]   |
| 荷蘭     | AVRO               | 馬塞爾·奎爾（Marcel Kuijer） |          |
| 俄羅斯   | Carousel           | 亞歷山大·古列維奇 |          |
| 圣马力诺 | SMtv San Marino    | 莉亞·菲奧里奧（Lia Fiorio）和吉爾伯托·加泰（Gilberto Gattei）                                                                   |          |
| 瑞典     | SVT Barnkanalen    | 愛德華·奧夫席倫和伊爾瓦·海倫（Ylva Hällen）                                                                                     |          |
| 乌克兰   | NTU                | 塔琪亞娜·捷列霍娃 | [ 36 ]   |
| 乌克兰   | 烏克蘭國際廣播電台 | 奧萊娜·澤林琴科（Olena Zelinchenko）、瓦列里·基里琴科（Valerij Kirichenko）、安納斯塔西婭·亞布隆斯卡婭（Anastasia Jablonskaja） | [ 36 ]   |

| 國家   | 廣播公司                     | 評論員                                                            | 參考資料      |
| ------ | ---------------------------- | ----------------------------------------------------------------- | ------------- |
|        | SBS Two（2013年12月1日播出） | 安德烈·努卡杜（Andre Nookadu）和喬治亞·麥卡錫（Georgia McCarthy） | [ 37 ] [ 38 ] |
| 希腊   | Dimosia Tileorasi            | 未知                                                              | [ 38 ]        |
| 科索沃 | RTK                          | 未知                                                              | [ 38 ]        |
| 英国   | 98.8 Castle FM               | 伊文·史潘斯（Ewan Spence）和路克·費雪（Luke Fisher）              | [ 38 ] [ 39 ] |

## 官方專輯
《Junior Eurovision Song Contest Kyiv 2013》是由EBU統籌、由环球音乐集团於2013年11月22日發行的大賽官方合輯。此合輯收錄本屆12國的參賽歌曲和其伴唱版本。這也是第一次僅數位發行的大賽官方合輯。

## 外部連結
- 官方网站